# Kamil Grosicki

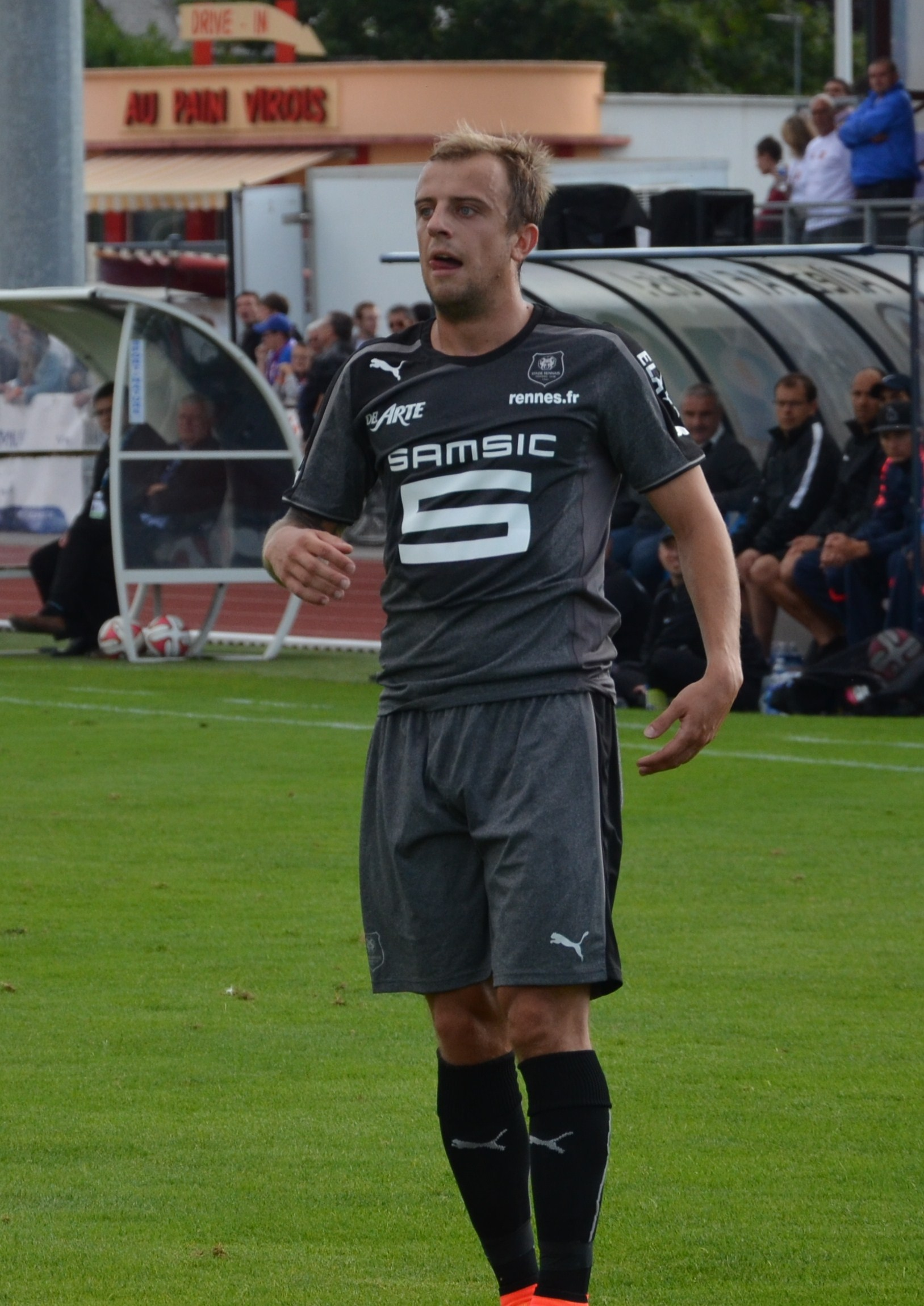
Kamil Grosicki (2014)

Kamil Paweł Grosicki [kamil grošicki] (* 8. června 1988, Štětín, Polsko) je polský fotbalový záložník od února 2017 hráč klubu Hull City AFC.
Mimo Polsko působil na klubové úrovni ve Švýcarsku, Turecku, Francii a Anglii.

## Klubová kariéra
- Pogoń Szczecin (mládež)
- Pogoń Szczecin 2006–2007
- Legia Warszawa 2007–2009
- →  FC Sion 2008 (hostování)
- →  Jagiellonia Białystok 2009 (hostování)
- Jagiellonia Białystok 2009–2010
- Sivasspor 2011–2014
- Stade Rennais FC 2014–2017
- Hull City AFC 2017–[1]

## Reprezentační kariéra
Grosicki hrál za polské mládežnické reprezentační výběry U19 a U21.
V polském národním A-mužstvu debutoval 2. 2. 2008 na kyperském turnaji Cyprus International Tournament proti týmu Finska (výhra 1:0).

### EURO 2012
Trenér polské reprezentace Franciszek Smuda jej zařadil do nominace na domácí EURO 2012 (konané v Polsku a na Ukrajině). Na turnaji zasáhl do zápasu proti České republice (porážka 0:1), který rozhodl o umístění jeho týmu na posledním místě základní skupiny A.

### EURO 2016
S polskou reprezentací se na podzim 2015 radoval po úspěšné kvalifikaci z postupu na EURO 2016 ve Francii. Polsko obsadilo druhé postupové místo v kvalifikační skupině D.

Trenér Adam Nawałka jej zařadil do závěrečné 23členné nominace na evropský šampionát.